# Potentilla anglica

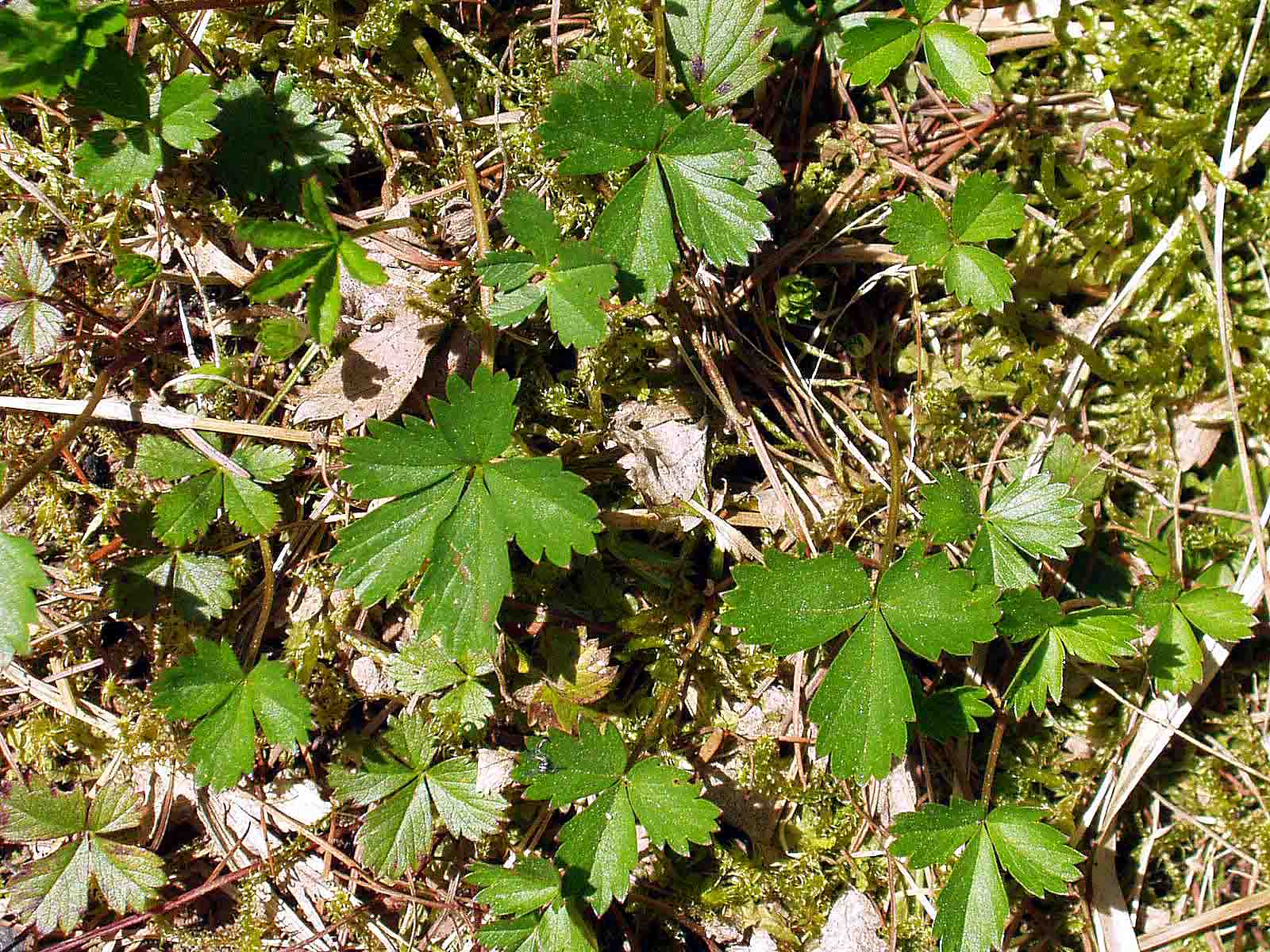
Potentilla anglica (hábito).

Potentilla anglica Laicharding designa um complexo específico que inclui híbridos das espécies P. erecta e P. reptans, incluindo ainda o híbrido estéril desssas duas espécies (frequentemente designado por Potentilla x mixta Nolte in Koch).

## Descrição
As plantas deste taxon apresentam as características morfológicas intermédias entre P. erecta e P. reptans.
Apresentam um rizoma com até 1 cm de espessura a partir da qual se desenvolvem vários caules florais prostrados, com 20 a 70 cm de comprimento, os quais no Verão podem enraizar nos nós.
As folhas basais são palmadas, com 3-5 segmentos obovados, com o bordo denticulado, com 4-7 dentículos em ambos os lados, e um comprimento máximo de 4 cm. As folhas superiores são talosas e pequenas, semelhantes aos folíolos das folhas basais.
As flores são simples ou agrupadas em cimeiras axilares esparsas, tetrâmeras ou pentâmeras, com 14–18 mm de diâmetro e pétalas de coloração amarela.